# 방사판노이군
방사판노이군은 쁘라쭈압키리칸주의 행정 구역이다. 이 지역의 총 인구 수는 2005년 기준으로 35553명이다. 인구 밀도는 49.37km2이다.

## 행정 구역
| 번호 | 지명        | 태국어 지명 | 빌리지 | 인구  |  |
| 1.   | Pak Phraek  | ปากแพรก     | 6      | 3,277 |  |
| 2.   | Bang Saphan | บางสะพาน    | 10     | 7,354 |  |
| 3.   | Sai Thong   | ทรายทอง     | 11     | 7,200 |  |
| 4.   | Chang Raek  | ช้างแรก      | 8      | 9,673 |  |
| 5.   | Chaiyarat   | ไชยราช      | 6      | 7,470 |  |